# Niemieckie Towarzystwo Górskie Ještědu i Gór Izerskich
Niemieckie Towarzystwo Górskie Ještědu i Gór Izerskich, (niem. Deutscher Gebirgsverein für das Jeschken- und Isergebirge, w skrócie DGV) – niemiecka organizacja turystyczna działająca w latach 1884-1945 na terenie Grzbietu Jesztiedzkiego i w czeskiej części Gór Izerskich.

## Zarys dziejów
Organizacja została założona 13 października 1884 w Libercu. Pod koniec roku liczyła 154 członków. W 1913 r. towarzystwo liczyło 3135 członków. Podczas I wojny światowej liczba osób zrzeszonych spadła. Po zakończeniu wojny zaczęła rosnąc apogeum w 1935 r. Wówczas DGV miało 25 sekcji, które skupiały 8215 osób. Siedziba władz organizacji mieściła się w Libercu i tam też mieszkało najwięcej członków (4298 - dane z 1935). Najliczniejsza sekcja miała siedzibę w Gródku nad Nysą. Należało do niej 370 osób.

## Organy prasowe DGV
- Mittheilungen des Deutschen Gebirgsvereines für das Jeschken- und Isergebirge 1885-1890.
- Jahrbuch des Deutschen Gebirgsvereines für das Jeschken- und Isergebirge 1891-1941.

## Obiekty turystyczne powstałe dzięki DGV
- Wieża widokowa i schronisko na Ještědzie
- Wieża widokowa na Humboldtovej výšinie
- Wieża widokowa Slovanka
- Wieża widokowa na Královce
- Wieża widokowa na Bramberku
- Wieża widokowa Štěpánka
- Wieża widokowa na Prosečským hřebeniu
- Wieża widokowa i schronisko na Tanvaldzkim Špičáku
- Wieża widokowa na Smreku[1]
- Parkhotel w Smržovce